# ملعب يورتك سنداي
ملعب يورتك سنداي (باليابانية: 仙台スタジアム) هو ملعب كرة قدم في إيزومي-كو، سنداي، اليابان. تم بنائه في عام 1997 وهو الملعب البيتي لنادي دوري الدرجة الأولى الياباني فيغالتا سنداي. تبلغ سعة مدرجاته 19,694 مقعد.
لحقت أضرار بالملعب بعد زلزال وتسونامي توهوكو 2011.

## وصلات خارجية
- صور ملعب سنداي
- WorldStadiums.com